# حساء باك كوت تيه
الباك-الكوت-تيه (الصينية: 肉骨茶، بيخوتسي: باه-الكوت) وهو طبق لحم مطبوخ في مرق. ترجمة الاسم الحرفية هي «الشاي اللحوم العظام» ويحتوي الطبق على ضلع خنزير أو ضلع بقر مفروم في مرقة من الأعشاب والتوابل منها الينسون والقرفة والقرنفل دانغ وبذور الشمر والثوم وتبقى المكونات ضمن المرقة لعدة ساعات.
على الرغم من اسم الأكله شاي الا أنه في الحقيقة لا تحتوي على الشاي. يشير الاسم إلى الشاي الصيني الأسود والمعنى هو الصيني القوي الذي يخدم. وعادةً يعتقد ان هذا الحساء يخفف أو يذوب كمية وفيرة من الدهون المستهلكة في هذا الطبق.
يحظى الطبق بشعبية في ماليزيا وسنغافورة، حيث الأغلبية هم من مجتمعات هوكلو وتيوتشيو. وكذالك في المناطق المجاورة مثل وسومطره، واندونيسيا وجنوب تايلاند.
وكذالك يمكن أن تشمل المكونات الإضافية أصناف من الفطر، ومبلغ تشوي، وقطعة من التوفو المجففة أو نفث التوفو المقلية. ويمكن أن تشمل الأعشاب الصينية على يو تشو (玉竹، جذمور من خاتم سليمان) وجو زهي (ثمرة النبق)، والتي تعطي الحساء نكهة ألذ، كما تضاف إلى الحساء أثناء الطهي صلصة الصويا الخفيفة مع كميات متفاوتة من لتيوتشوس وهو أخف من الهوكينز. يمكن زخرفت الطبق بالكزبرة المفرومة أو البصل الأخضر والقليل من الكراث المقلي.
عادة ماتؤكل باك الكوت تيه مع الأرز أو المعكرونة (وتسمى احيانا بحساء المعكرونة)، وتطبخ كثيراً مع يوتايو / شار كي[كواي ياو شار] (شرائط من العجين المقلي) وتغمس في الحساء. وكذالك تقدم صلصة الصويا الخفيفة، وايضاً صلصة الصويا الداكنة ويفضل في بعض الاحيان ان تعتبر صلصة الصويا كبهار للحساء ويؤخذ معها الثوم المفروم. كما يؤكل على الفطور ويعتبر بمثابة وجبة غداء.
باك-الكوت-تيه هو طبق حساء الأعشاب اخترعت في مالايا بين الجاليات المهاجرة لهوكين ويعتقد شعبيا أن تكون قد نشأت في كلاغ. حيث يقال بين الناس أن سينسي الصينية وضعت الطبق في سنة 1930. وقد وضعت تيوتشيو كبديل في سنغافورة وبيعت في رصيف كلارك ووادي نهر بعد الحرب العالمية الثانية. وذكر أن هذا الطبق مكمل لنظام الغذائي الغير جيد لأولئك الناس في ميناء كوليس فهو منشط ومقوي لصحتهم. والفرق الرئيسي بين طبق هوكين وتيوتشيو من باك الكوت تيه هو أن هوكين يستخدم صلصة الصويا الداكنة أكثر وبالتالي هذا الحساء هو مميز لانه أكثر قتامة في اللونز

## الأنواع
وباك هي كلمة الصينية (肉)، وهو ما يعني اللحوم (أو بشكل أكثر تحديدا لحم الخنزير)، وفي اللهجة العامية في هوكين ليس في تيوتشيو مما يدل على ان الجذر الاصلي لهذا الحساء هو هوكين.
هناك اختلافات في طريقة تحضير حساء الباك الكوت تيه في مقاطعات الصين وذالك حسب الموقع الجغرافي.
هناك ثلاثة أنواع من حساء باك الكوت تيه:
- النوع الأول: حساء تيوتشيو فهو خفيف اللون ويوضع به الفلفل والثوم بشكل أكبر
- النوع الثاني: هو حساء هوكلو (هوكين) ذو الرائحة العطرة يُحضر من مجموعة متنوعة من الأعشاب وصلصلة الصويا لذالك هو داكن اللون.
- النوع الثالث: هو حساء الكانتونية يضاف له الاعشاب الطبيه إضافةً إلى نكهة الحساء القوية.

وفي الأونه الاخيره أصبح حساء باك الكوت تيه الجاف ذو شعبية أكبر في ماليزيا وخاصة في مدينة كلاغ. وعلى الرغم من أن اسمه الطبق هو الجاف، إلا أنه مرق وفي الحقيقة تُخفف المرقة وتضاف فيها مكونات أخرى مثل وولفباري والتمر المجفف والفلفل المجفف والحبار المجفف. على عكس الحساء الأصلي، فطبق الجاف طعمه حار فهو أقرب إلى حساء الأعشاب من المرق المعتاد. وغالباً مايُنصح به في ماليزيا بأعتباره علاجاً محلياً لصداع وأدمان الكحول.
وكمية الدهون في حساء التشيك الكوت بيه اقل من باك الكوت تيه لانه يٌحضر من الدجاج بدلاً من لحم الخنزير. ويعد طبق حلال للمسلمين لانهم لايأكلون لحم الخنزير.